# برونو أرميريل
برونو أرميريل (بالفرنسية: Bruno Armirail)‏ (و. 1994  م) هو دراج، فرنسي.

## سباقات أو مراحل فاز بها
| التاريخ        | السباق                                           | المركز                                            |
| -------------- | ------------------------------------------------ | ------------------------------------------------- |
| 25 أغسطس 2017  | تور دو بويتو-شارنتيس 2017                        | الثالث في تصنيف أفضل شاب، السادس في التصنيف العام |
| 23 سبتمبر 2018 | 2018 Duo Normand                                 |                                                   |
| 26 يناير 2020  | داون أندر 2020                                   | الثالث في تصنيف الجبال                            |
| 24 مايو 2021   | 2021 Mercan'Tour Classic Alpes-Maritimes         | الثالث في التصنيف العام                           |
| 17 يونيو 2021  | سباق الطريق ضد الساعة للرجال في بطولة فرنسا 2021 |                                                   |
| 27 أغسطس 2021  | تور دو بويتو-شارنتيس 2021                        |                                                   |
| 06 فبراير 2022 | نجم بسجس 2022                                    | السادس في تصنيف الجبال                            |
| 24 أبريل 2022  | لييج-باستون-لييج 2022                            | المرتبة 16 في التصنيف العام                       |
| 24 يونيو 2022  | سباق الزمن على الطريق للرجال في بطولة فرنسا 2022 |                                                   |
| 05 أغسطس 2022  | طواف بولندا 2022                                 | العاشر في التصنيف العام                           |
| 18 سبتمبر 2022 | سباق الزمن في بطولة العالم 2022                  | العاشر في التصنيف العام                           |
| 22 يونيو 2023  | سباق الزمن على الطريق للرجال في بطولة فرنسا 2023 |                                                   |
| 20 يونيو 2024  | سباق الزمن على الطريق للرجال في بطولة فرنسا 2024 |                                                   |

## روابط خارجية
- برونو أرميريل على موقع الاتحاد الدولي للدراجات (الإنجليزية)
- برونو أرميريل على موقع أرشيف الدراجات (الإنجليزية)
- برونو أرميريل على موقع إحصائيات الدراجات الإحترافية (الإنجليزية)
- برونو أرميريل على موقع نسبة الدراجات (الإنجليزية)